# Эйселен, Дитер
Дитер Йоханн Эйселен (африк. Dieter Johann Eiselen, 10 июня 1996, Стелленбос, ЮАР) — профессиональный футболист, выступающий на позиции гарда в клубе НФЛ «Чикаго Беарс».

## Биография
Дитер Эйселен родился 10 июня 1996 года в Стелленбосе в ЮАР. В подростковом возрасте он занимался регби и тяжёлой атлетикой. С американским футболом он познакомился по фильмам и в 2012 году заинтересовался этим видом спорта. Через два года Эйселен принял решение попробовать свои силы в студенческом футболе. Он переехал в Коннектикут, где год учился и играл за команду школы Шоут Розмари Холл. Летом 2015 года игра Дитера привлекла внимание Тони Рино, главного тренера футбольной программы Йельского университета, и он пригласил его в команду.

### Любительская карьера
В 2016 году Эйселен дебютировал в составе «Йель Буллдогс», заняв место одного из двух стартовых гардов. Всего с 2016 по 2019 год он сыграл за команду 34 матча. В каждом из трёх сезонов он входил в состав символической сборной Лиги Плюща, в 2017 и 2019 годах вместе с «Буллдогс» выигрывал чемпионат конференции.

### Профессиональная карьера
На драфте НФЛ 2020 года Эйселен не был выбран ни одной из команд. После его окончания он в статусе свободного агента подписал контракт с клубом «Чикаго Беарс». Он прошёл с командой предсезонную подготовку и был отчислен во время сокращения составов перед началом регулярного чемпионата. Восемнадцатого сентября он был зачислен в тренировочный состав «Беарс». В основной состав команды Эйселен был переведён перед игрой девятой недели против «Теннесси Тайтенс». Он дебютировал в лиге 8 ноября, сыграв три снэпа в составе специальных команд «Беарс».